# Charnois
Charnois är en kommun i departementet Ardennes i regionen Grand Est (tidigare regionen Champagne-Ardenne) i nordöstra Frankrike. Kommunen ligger  i kantonen Givet som ligger i arrondissementet Charleville-Mézières. År 2022 hade Charnois 72 invånare.

## Befolkningsutveckling
Antalet invånare i kommunen Charnois
Referens: INSEE